# Tersan Gede
Tersan Gede is een bestuurslaag in het regentschap Magelang van de provincie Midden-Java, Indonesië. Tersan Gede telt 2894 inwoners (volkstelling 2010).